# Spring Breakers
Pour plus de détails, voir Fiche technique et Distribution.
Spring Breakers est un thriller dramatique américain écrit et réalisé par Harmony Korine, sorti en 2013.
En 2012, quelques mois avant sa sortie, il a été présenté en compétition officielle à la 69e Mostra de Venise.

## Synopsis
Quatre jeunes filles, Candy, Faith, Brit et Cotty, sont amies depuis la maternelle. Lassées de leur vie monotone d'étudiantes à l'université, elles décident d'aller en Floride pour participer au spring break annuel et découvrir de nouveaux horizons. N'ayant pas d'argent, trois d'entre elles braquent un fast-food pour récolter la somme suffisante à leur séjour. Peu après leur arrivée, leur joie est interrompue à la suite d'une arrestation par la police lors d'une fête où drogues et alcools sont consommés. Les quatre amies se retrouvent en garde à vue durant plusieurs heures. Par chance, un rappeur, trafiquant de drogue assez excentrique et plus connu sous le nom d'Alien, paie leur caution et les prend sous son aile. Les filles le suivent, et la descente aux enfers commence.

## Fiche technique
- Titre : Spring Breakers
- Réalisation : Harmony Korine
- Scénario : Harmony Korine
- Direction artistique : Elliott Hostetter
- Décors : Almitra Corey
- Costumes : Heidi Bivens
- Photographie : Benoît Debie
- Montage : Douglas Crise (en)
- Musique : Cliff Martinez, Skrillex et SebastiAn
- Production : Charles-Marie Anthonioz, Jordan Gertner, Chris Hanley et David Zander
- Sociétés de production : Division Films, Iconoclast, Muse Productions, Annapurna Pictures et O' Salvation
- Société de distribution :  A24 Films,  Mars Distribution
- Pays d’origine :  États-Unis
- Langue : anglais
- Format : couleurs - 35mm - 2.35:1 - son Dolby numérique
- Genre : Drame et thriller
- Durée : 92 minutes
- Dates de sortie : 
  -  Italie : 4 septembre 2012 (Mostra de Venise 2012)
  -  France : 6 mars 2013
  -  Belgique : 20 mars 2013
  -  États-Unis : 22 mars 2013[1]
- Restrictions :
  -  France : interdit aux moins de 12 ans avec avertissement
  -  Belgique : E.N.A. (interdit aux moins de 16 ans)
  -  États-Unis : R (interdit aux moins de 17 ans non accompagnés)
  -  Québec : 13 ans et plus (érotisme)

## Distribution
| Les actrices principales Selena Gomez, Ashley Benson et Vanessa Hudgens à la première du film au festival international du film de Toronto 2012. |  | Les actrices principales Selena Gomez, Ashley Benson et Vanessa Hudgens à la première du film au festival international du film de Toronto 2012. |  | Les actrices principales Selena Gomez, Ashley Benson et Vanessa Hudgens à la première du film au festival international du film de Toronto 2012. |
| Les actrices principales Selena Gomez, Ashley Benson et Vanessa Hudgens à la première du film au festival international du film de Toronto 2012. |  | |  | |

- James Franco (V. F. : Anatole de Bodinat) : « Alien »
- Vanessa Hudgens (V. F. : Adeline Chetail) : Candy
- Selena Gomez (V. F. : Audrey Sablé) : Faith
- Ashley Benson (V. F. : Karine Foviau) : Brit
- Rachel Korine (V. F. : Olga Sokolow) : Cotty
- Gucci Mane (V. F. : Frantz Confiac) : Archie « Big Arch »
- Heather Morris (V. F. : Laurence Sacquet) : Bess
- Justin Wheelon : Matt
- Emma Holzer : Heather
- Ashley Lendzion : Forest
- Jeff Jarrett : le pasteur

Source et légende : Version française (V. F.) sur RS Doublage,

## Accueil

### Box-office
Jusqu'au 4 avril 2013, Spring Breakers a engrangé 11 444 742 $ en Amérique du Nord et 2 750 861 $ dans les autres pays, soit un total de 14 195 603 $ dans le monde. En France, le film totalise 584 452 entrées en quatre semaines à l'affiche.

### Réception critique
Le film a reçu des critiques extrêmement positives de la part de la presse spécialisée, étant notamment plébiscité par les Cahiers du cinéma, qui l'ont mis en couverture.
Le site Rotten Tomatoes lui attribue un pourcentage de 64 % le certifiant « frais » fondée sur l'avis de 164 critiques, avec une note moyenne de 6,3 sur 10. Les membres l'ont noté 2,9/5 pour 41 428 votes. Sur le site Metacritic, le film a reçu une note de 63 sur 100 sur la base des commentaires de 40 critiques, indiquant des avis « généralement favorables ».
Alors que la presse réserve un bon accueil au film, les spectateurs lui réservent un accueil plus mitigé. Sur Allociné, les spectateurs lui attribuent une note de 2,2/5 pour 4 450 votes.
Spring Breakers a figuré dans les listes des meilleurs films de l'année de plusieurs publications :
- En France[10]
  - Libération (sans ordre)
  - Cahiers du cinéma (2de place)
  - Chronic'art (3e place)
  - Critikat (3e place)
  - Tess Mag (7e place)
- Aux États-Unis[11]
  - Los Angeles Times (1re place)
  - Indiewire (2de place)
  - The A.V. Club (4e place)
  - Film.com (6e place)
  - HitFix (6e à 8e place, selon le journaliste)
  - The Boston Globe (8e place)
  - The Daily Beast (8e place)
  - Time Out New York (10e place)
  - The New York Times (10e place)

En 2016, le film était aussi à la 40e place de la liste des « 50 meilleurs films de la décennies » du magazine britannique Little White Lies mais aussi à la 74e place de la liste des « 100 meilleurs films jusqu’à aujourd'hui » de la BBC.

## Distinctions

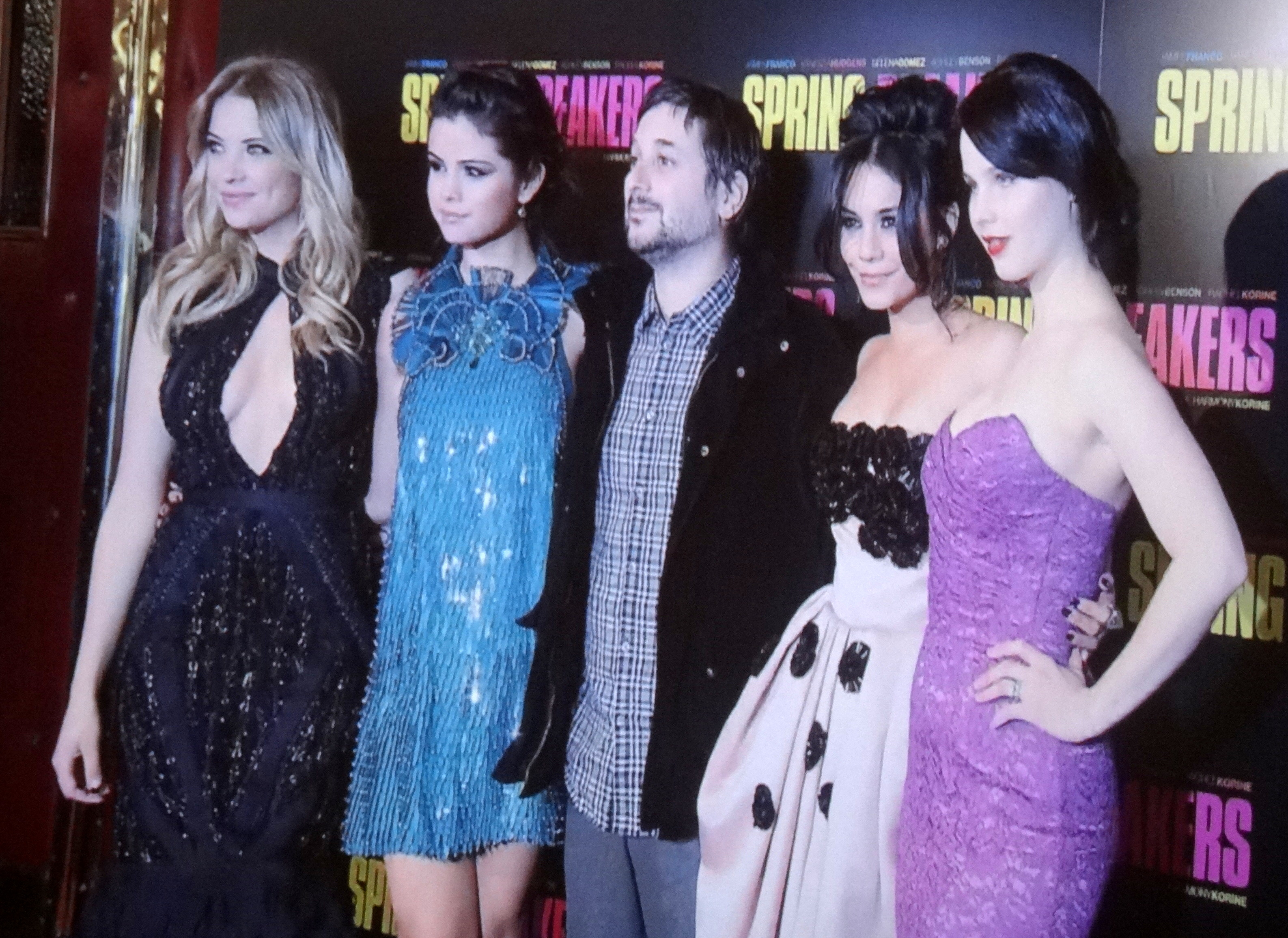
Le réalisateur et les actrices principales à l'avant-première parisienne du film, en février 2013.

### Récompenses
- Mostra de Venise 2012 : Prix Future Film Festival Digital (mention spéciale)[14]
- San Francisco Film Critics Circle Awards 2013 : Meilleur acteur dans un second rôle pour James Franco
- 2e cérémonie des  Boston Online Film Critics Association Awards : Top 10 des meilleurs films de l'année
- 49e cérémonie des National Society of Film Critics Awards : Meilleur acteur dans un second rôle pour James Franco
- Golden Trailer Awards : Bande-annonce la plus trash
- 39e cérémonie des Los Angeles Film Critics Association Awards : Meilleur acteur dans un second rôle pour James Franco
- Village Voice Film Poll 2013 : Meilleur acteur dans un second rôle pour James Franco
- Central Ohio Film Critics Association Awards 2014 : Meilleur acteur dans un second rôle pour James Franco

### Nominations
- Mostra de Venise 2012 : En compétition pour le Lion d'or
- Grand prix de l'Union de la critique de cinéma 2014
- Independent Spirit Awards 2013 : meilleure photographie pour Benoît Debie
- Washington D.C. Area Film Critics Association Awards 2013 : Meilleur acteur dans un second rôle pour James Franco
- Indiana Film Critics Association Awards 2013 : Meilleur film
- Detroit Film Critics Society Awards Meilleur acteur dans un second rôle pour James Franco

Source : Internet Movie Database

## Autour du film
- Emma Roberts était la première pour incarner le personnage de Brit, mais elle refusa finalement le rôle à cause des scènes de sexe. À la suite de son départ, d'autres actrices comme Demi Lovato et Sarah Hyland furent envisagées pour le même rôle jusqu'à ce que ce soit finalement Ashley Benson qui incarne Brit.
- Val Kilmer était engagé pour incarner le rôle très bref du pasteur. Mais il tomba malade peu de temps avant le tournage et fut remplacé par Jeff Jarrett.

## Futurs projets

### Suites
En 2014, il est annoncé que le studio indépendant français Wild Bunch développe un second opus intitulé Spring Breakers: The Second Coming. Vincent Maraval, directeur du studio, annonce que ce ne sera pas une suite directe mais que des références au premier film seront faites.
Le film devrait mettre en scène une nouvelle bande de jeunes qui partent participer au spring break mais qui rencontrent sur place un groupe de fondamentalistes chrétiens prêts à tout pour les remettre dans le droit chemin.
Harmony Korine n'est pas impliqué dans ce projet qui sera écrit par le scénariste écossais Irvine Welsh et réalisé par Jonas Åkerlund.
Quelques jours après l'annonce du projet, James Franco publie un communiqué sur son compte Instagram pour faire part de son agacement face à ce projet qui, selon lui, ne respecte pas le travail et la vision de Harmony Korine dont le premier film était une création originale. Même si le projet n'a pas été annoncé comme annulé, le studio n'a plus jamais rien communiqué dessus après cette annonce.
En 2017, Harmony Korine annonce le développement de The Beach Bum, une suite indirecte au film et qui verra donc son retour à l'écriture et à la réalisation. Les producteurs du premier film seront de retour et son rejoint par Vice Media et le distributeur indépendant Neon. Matthew McConaughey est annoncé à la distribution du film qui est annoncé pour 2018.
En mai 2025, il est annoncé le développement d'un second opus avec les producteurs originaux, intitulé Spring Breakers: Salvation Moutain, avec un nouveau casting composé de Bella Thorne, Ariel Martin, Grace Van Dien et True Withaker.

### Série télévisée
En 2017, le service de vidéo à la demande Blackpills commande une première saison pour une série télévisée au format court, adaptée du film. Plusieurs producteurs du film reviendront pour produire et développer le projet. À la suite de l'annonce d'une suite au film par Harmony Korine quelque temps après celle de la série, aucune information concernant le maintien de ce projet n'a été annoncé.